# Toute la rue chante
Pour les articles homonymes, voir Oh, You Beautiful Doll.
Pour plus de détails, voir Fiche technique et Distribution.
Toute la rue chante (Oh, You Beautiful Doll) est un film musical américain en Technicolor réalisé par John M. Stahl, sorti en 1949.
Le film retrace la carrière du compositeur Fred Fisher (1875-1942).

## Synopsis
Au début du XXe siècle, la vie romancée de Fred Fisher, compositeur de chansons de la Tin Pan Alley. Ses chansons sont reprises dans le film : Chicago (That Toddlin' Town), Dardanella, Peg o' My Heart.

## Fiche technique
- Titre original : Oh, You Beautiful Doll
- Titre français : Toute la rue chante
- Réalisation : John M. Stahl
- Scénario : Albert Lewis, Arthur Lewis
- Chef-opérateur : Harry Jackson
- Musique et paroles : Fred Fisher, Alfred Bryan et Bob Schafer[1]
- Directeur musical : Alfred Newman
- Direction artistique : Lyle R. Wheeler et Maurice Ransford
- Costumes : René Hubert
- Montage : Louis R. Loeffler
- Production : George Jessel
- Société de production : 20th Century Fox
- Pays d'origine : États-Unis
- Format : Couleur (Technicolor) - 35 mm - 1,37:1 - son : Mono (Western Electric Recording)
- Genre : musical, Film biographique
- Durée : 93 min
- Dates de sortie : 
  - États-Unis : 11 novembre 1949
  - France : 30 mai 1952

## Distribution
- Mark Stevens : Larry Kelly
- June Haver : Doris Fisher
- S.Z. Sakall : Fred Fisher
- Charlotte Greenwood : Anna Breitenbach
- Gale Robbins : Marie Carle
- Jay C. Flippen : Lippy Brannigan
- Andrew Tombes : Ted Held
- Eduard Franz : Gottfried Steiner
- Myrtle Anderson : cuisinière
- Curt Bois : Zaltz
- Edward Clark : Cooper, guichetier
- Tom Coleman : policier
- John Davidson : Davis, secrétaire de Steiner
- Sam Finn : Minor Role
- Joseph Forte : serveur
- Robert Gist : musicien
- James Griffith : Joe, reporter
- Sam Harris : compositeur
- Eddie Kane : Charles Hubert
- Kenner G. Kemp : un spectateur
- Carl M. Leviness : compositeur
- Marion Martin : Big Blonde
- Eula Morgan : Mme Zoubel
- John Mylong : le maître de cérémonie
- William J. O'Brien : serveur
- Torchy Rand : Sophie, la serveuse
- Dick Rich : Burly, l'homme dans le saloon
- Maurice Samuels : l'Italien
- Harry Seymour : Volk, le maître de cérémonie du nightclub
- Lester Sharpe : le propriétaire de magasin de musique
- Ray Teal : policier
- Phil Tully : le sergent de bureau
- Ray Walker : le préposé au Box Office
- Billy Wayne : un reporter
- Victor Sen Yung : le jeune garçon domestique

## Autour du film
Fille d'un musicien et d'une actrice, June Haver fut à la fois actrice, comédienne, chanteuse et musicienne. À la fin de ce film (à 1 h 28' 10" du début), elle joue comme pianiste soliste dans un concert avec une maîtrise éblouissante de son instrument.

## Source
- Toute la rue chante et l'affiche française du film, sur EncycloCiné